# Мандрил

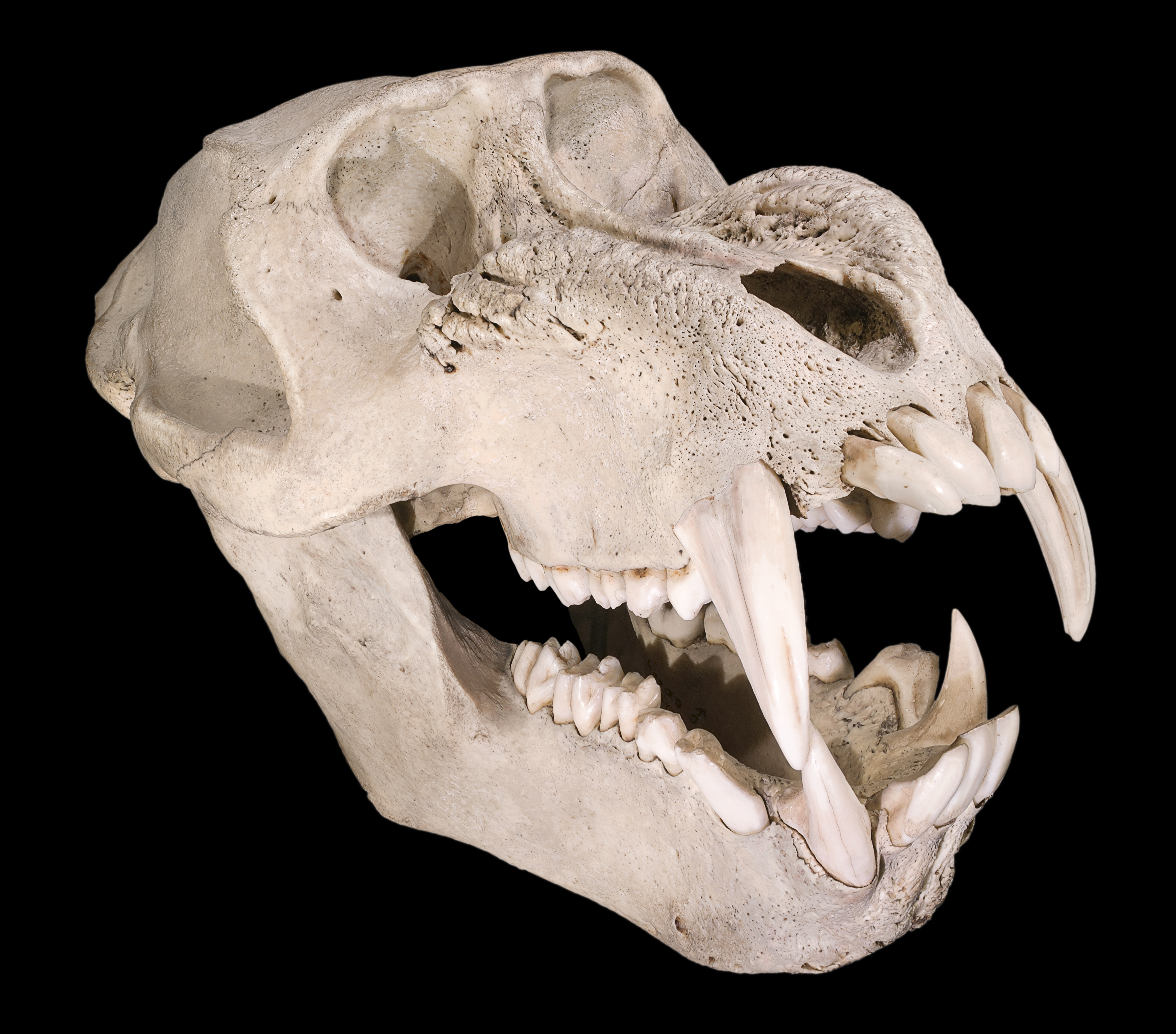
Череп самця мандрила

Мандри́л (Mandrillus) — рід приматів з родини мавпових (Cercopithecidae).

## Опис
Через значну подібність з бабуїнами, деякі зоологи зачисля́ють їх до роду павіанів. Довжина тіла самців до 1 м, висота в плечах 0,6 м, хвіст короткий, морда подовжена. Самиці дещо дрібніші від самців. Волосяний покрив на спині темно-бурий з маслино-зеленим відтінком; на животі сріблясто-білий; щоки блакитно-сині або чорні; борода лимонно-жовта; ніс і дотична шкіра яскраво-червоні; сідниці блакитно-фіолетові з червоними ділянками.

## Поширення
Ареал поширення — Західна Африка. Ведуть наземний, стадний спосіб життя. Харчуються рослинною та тваринною їжею. Самка народжує одне дитинча після 6—7 місяців вагітності. Добре переносять неволю.

## Систематика
До роду належить два види:
- Мандрил звичайний (Mandrillus sphinx)
- Дріл (Mandrillus leucophaeus).